# Alexandre Bousquet
Alexandre Bousquet foi um médico e maçom do século XIX.

## Biografia
Alexandre Bousquet, nascido na França, foi vice-cônsul no Paraná. Residiu em Castro, Paranaguá, Iguape e Morretes. Exerceu também as funções de médico, operador e parteiro. Como médico e maçom realizou vários trabalhos humanitários.
Recebeu a carta de naturalização de cidadão brasileiro  por seu trabalho como médico ao serviço do Brasil na guerra contra o Paraguay.
É o pai do poeta e escritor Gastão Raul de Forton Bousquet.